# Hubei

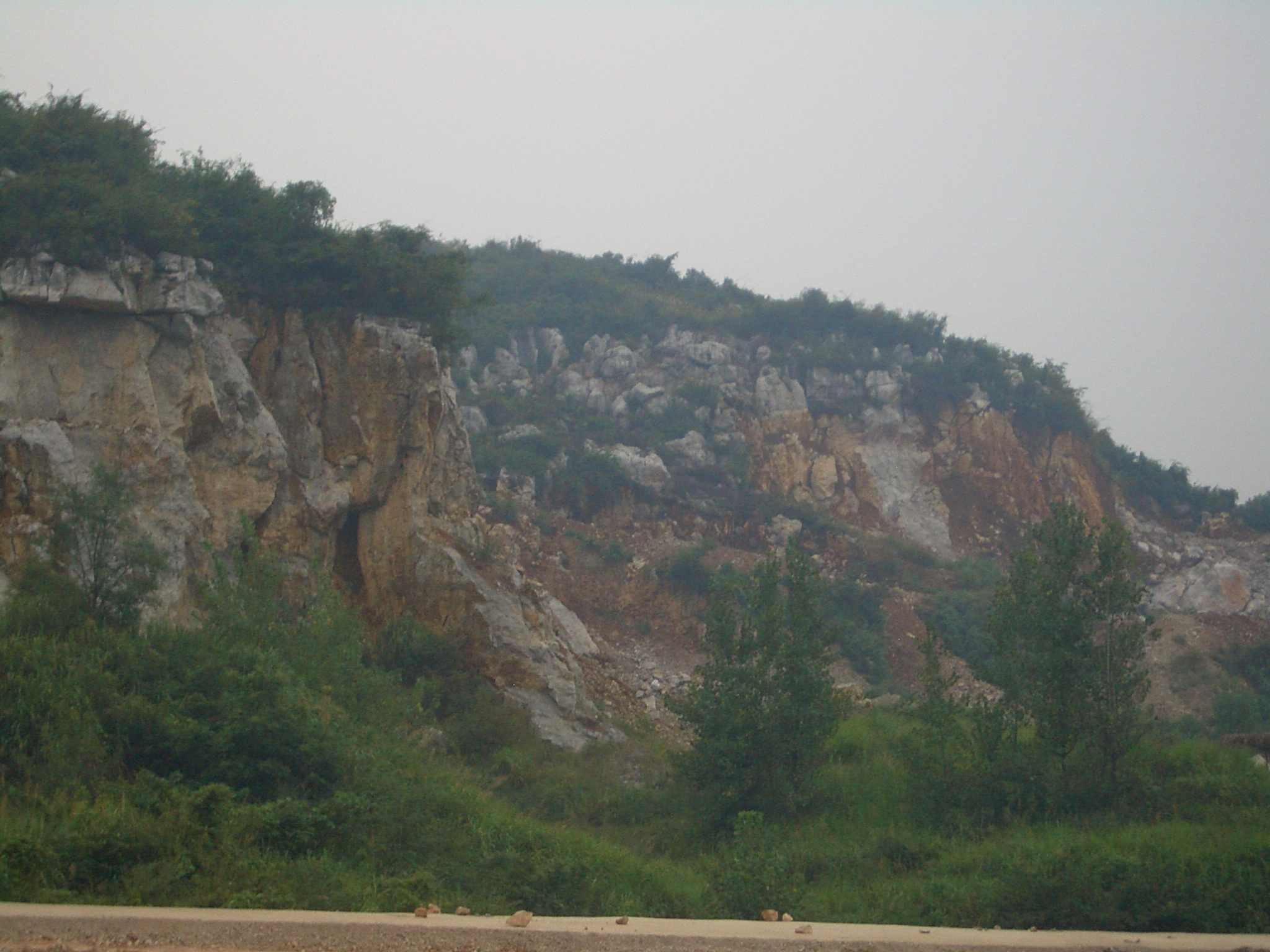
Landschaft in Hubei

Hubei (chinesisch 湖北省, Pinyin Húběi Shěng „nördlich des Sees“; veraltete Schreibweise: Hupeh) ist eine Provinz der Volksrepublik China.

## Geographie
Der größte Teil Hubeis besteht aus einer ausgedehnten Ebene, in deren Zentrum sich der von Norden kommende Fluss Han mit dem von Westen kommenden Jangtsekiang vereinigt („Jiang-Han-Ebene“, 江汉平原). Im Westen und entlang der Provinzgrenzen ist das Terrain bergiger. Die höchste Erhebung bildet der im Westen der Provinz im Daba-Gebirge (Dabashan) gelegene 3105 m hohe Shennong Deng. Die West-Ost-Ausdehnung der Provinz beträgt etwa 740 km und Nord-Süd-Ausdehnung 470 km. Ihren Namen trägt die Provinz aufgrund der Lage nördlich des Dongting-Sees (湖,  Hú – „See“, 北,  běi – „Norden“). Die Provinz weist zahlreiche Flüsse und Seen auf, was ihr den Beinamen 千湖之省,  Qiān hú zhī shěng – „Provinz der 1000 Seen“ eingebracht hat. Längster und größter Fluss ist der Jangtsekiang, der in einem gewundenen Verlauf von 1061 km Länge die Provinz von Westen nach Osten durchfließt. Im Westen, in Yichang, wird der Jangtse durch die Drei-Schluchten-Talsperre zu einem Hunderte Kilometer langen Stausee aufgestaut. An der Talsperre befindet sich das leistungsstärkste Wasserkraftwerk der Welt.
Die Provinzhauptstadt ist das am Zusammenfluss von Jangtse und Han gelegene Wuhan. Politisches Zentrum ist neben Wuhan auch Jingzhou, wirtschaftliche Zentren in Hubei sind Wuhan, Shiyan und Xiangyang.
Bei subtropischem Klima mit deutlich unterscheidbaren Jahreszeiten liegt die Jahresdurchschnittstemperatur bei 15 bis 17 °C. Der Winter ist trocken mit Januartemperaturen von 3 bis 4 °C. Die Sommer sind heiß und feucht mit Julitemperaturen von 27 bis 29 °C. Die jährliche Niederschlagsmenge beträgt 600 bis 1.600 mm, von denen bis zu 50 Prozent in den Monaten Juni bis August fallen. Die flussnahen Regionen sind häufig von Überschwemmungen betroffen.
Die Entwicklung der Provinz wurde dadurch geprägt, dass Hubei – obwohl Binnenprovinz – über gute Flussverbindungen mit den Küstenregionen und dem Ausland verbunden ist. So hat Wuhan nach Shanghai den zweitgrößten Hafen am Jangtsekiang. Die wichtige Nord-Süd-Eisenbahnlinie von Peking (Beijing) nach Guangzhou überquert in Wuhan den Jangtsekiang.

## Geschichte
Die ältesten archäologischen Spuren menschlicher Besiedlung sind mehr als 10.000 Jahre alt. Historisch-kulturell gehört Hubei zu Zentralchina und zu den Kernprovinzen des „eigentlichen China“, die praktisch ununterbrochen Teil der chinesischen Geschichte gewesen sind. Shennong, einer der mythischen Ahnherren der chinesischen Nation und Begründer der chinesischen Kultur, wurde der Überlieferung nach in Suizhou in Hubei geboren. Die archäologische Stätte von Panlongcheng aus der Zeit der Shang-Dynastie (ca. 1800 – 1100 v. Chr.) gehört zu den ältesten Fundstätten der chinesischen Hochkultur. Während der Zeit der Frühlings- und Herbstannalen (722 – 481 v. Chr.) bildete sich der Staat Chu mit Hubei als Kerngebiet heraus, der während der Zeit der Drei Reiche (208 – 280 n. Chr.) einer der drei rivalisierenden chinesischen Reiche war. Die berühmteste Schlacht in diesen kriegerischen Auseinandersetzungen, die Schlacht an der roten Felswand (208 n. Chr.) fand vermutlich auf dem Boden des späteren Hubei statt. Während der Zeit der Südlichen und Nördlichen Dynastien (420 – 581 n. Chr.) geriet der Norden Chinas unter die Herrschaft nomadischer Reitervölker, während der Süden und mit ihm Hubei weiter unter Han-chinesischer Oberhoheit blieb. Die heutigen Provinzen Hubei und Hunan, nördlich und südlich des Dongting-Sees, entstanden, als die vormalige Provinz Huguang zur Zeit der frühen Qing-Dynastie (ab 1644) aufgeteilt wurde. In der Spätphase der Qing-Herrschaft im ausgehenden 19. und beginnenden 20. Jahrhundert entwickelte sich die Provinz unter ihrem Generalgouverneur Zhang Zhidong zu einem Zentrum der westlich inspirierten Reformen und zu einem frühen Zentrum der Industrialisierung in China, vor allem der Eisen- und Stahlverarbeitung. Hier brach am 10. Oktober 1911 der Wuchang-Aufstand aus, der zum Ende des Chinesischen Kaiserreichs und zur Ausrufung der Republik China führte.
Am 1. Dezember 2019 wurde der erste Fall der Viruserkrankung COVID-19 in Wuhan festgestellt. Die Verbreitung von COVID-19 in China konnte trotz drastischer Maßnahmen in Hubei, wie der Abriegelung Wuhans, nicht verhindert werden. Daraufhin entwickelte sich innerhalb weniger Monate eine weltweite Pandemie.

## Administrative Gliederung
Die Provinz Hubei setzt sich auf Bezirksebene aus zwölf bezirksfreien Städten und einem autonomen Bezirk zusammen. Hinzu kommen vier Verwaltungseinheiten auf Kreisebene, die nicht – wie üblich – der Bezirksebene, sondern direkt der Provinzregierung unterstellt sind. Dabei handelt es sich um drei Städte und ein Waldgebiet. Auf Kreisebene war die Provinz im Jahr 2020 in 103 Verwaltungseinheiten unterteilt: 39 Stadtbezirke, 26 kreisfreie Städte, 35 Kreise, zwei autonome Kreise und ein Waldgebiet. Auf Gemeindeebene bestanden im selben Jahr 1251 Verwaltungseinheiten: 329 Straßenviertel, 761 Großgemeinden, 151 Gemeinden und 10 Nationalitätengemeinden.
| Name                                                                                      | Chin.                 | Hanyu Pinyin                   | Verwaltungs- sitz | Fläche (km²) | Bevölkerung (2020) |
| ----------------------------------------------------------------------------------------- | --------------------- | ------------------------------ | ----------------- | ------------ | ------------------ |
| Hubei                                                                                     | 湖北省                | Húběi Shěng                    | Wuhan             | 185.937,41   | 57.752.557         |
| — Provinzunmittelbare Verwaltungszonen —                                                  |                       |                                |                   |              |                    |
| Wuhan                                                                                     | 武汉市                | Wǔhàn Shì                      | Jiang’an          | 8.569,15     | 12.326.518         |
| — Bezirksfreie Städte —                                                                   |                       |                                |                   |              |                    |
| Ezhou                                                                                     | 鄂州市                | Èzhōu Shì                      | Echeng            | 1.596,46     | 1.079.353          |
| Huanggang                                                                                 | 黄冈市                | Huánggāng Shì                  | Huangzhou         | 17.457,20    | 5.882.719          |
| Huangshi                                                                                  | 黄石市                | Huángshí Shì                   | Xialu             | 4.564,56     | 2.469.079          |
| Jingmen                                                                                   | 荆门市                | Jīngmén Shì                    | Dongbao           | 12.339,43    | 2.596.927          |
| Jingzhou                                                                                  | 荆州市                | Jīngzhōu Shì                   | Shashi            | 14.099,21    | 5.231.180          |
| Shiyan                                                                                    | 十堰市                | Shíyàn Shì                     | Maojian           | 23.666,16    | 3.209.004          |
| Suizhou                                                                                   | 随州市                | Suízhōu Shì                    | Zengdu            | 9.613,86     | 2.047.923          |
| Xiangyang                                                                                 | 襄阳市                | Xiāngyáng Shì                  | Xiangcheng        | 19.727,68    | 5.260.951          |
| Xianning                                                                                  | 咸宁市                | Xiánníng Shì                   | Xian’an           | 9.751,50     | 2.658.316          |
| Xiaogan                                                                                   | 孝感市                | Xiàogǎn Shì                    | Xiaonan           | 8.904,41     | 4.270.371          |
| Yichang                                                                                   | 宜昌市                | Yíchāng Shì                    | Xiling            | 21.230,14    | 4.017.607          |
| — Autonome Bezirke —                                                                      |                       |                                |                   |              |                    |
| Autonomer Bezirk Enshi der Tujia und Miao                                                 | 恩施土家 族苗族自治州 | Ēnshī Tǔjiāzú Miáozú Zìzhìzhōu | Enshi (Stadt)     | 24.060,26    | 3.456.136          |
| — Verwaltungseinheiten auf Kreisebene, die direkt der Provinzregierung unterstellt sind — |                       |                                |                   |              |                    |
| Tianmen                                                                                   | 天门市                | Tiānmén Shì                    | Jingling          | 2.612,42     | 1.158.640          |
| Qianjiang                                                                                 | 潜江市                | Qiánjiāng Shì                  | Yuanlin           | 1.993,14     | 886.547            |
| Xiantao                                                                                   | 仙桃市                | Xiāntáo Shì                    | Shazui            | 2.519,06     | 1.134.715          |
| Shennongjia                                                                               | 神农架林区            | Shénnóngjià Línqū              | Songbai           | 3.232,77     | 66.571             |

### Größte Städte
Die zehn größten Städte der Provinz mit Einwohnerzahlen der eigentlichen städtischen Siedlung auf dem Stand der Volkszählung 2020 sind die folgenden:
| Rang | Stadt     | Einwohnerzahl | Rang | Stadt    | Einwohnerzahl |
| 1    | Wuhan     | 10.494.879    | 6    | Xiantao  | 752.155       |
| 2    | Xiangyang | 1.686.403     | 7    | Xiaogan  | 742.452       |
| 3    | Yichang   | 1.284.305     | 8    | Ezhou    | 715.268       |
| 4    | Shiyan    | 954.914       | 9    | Huangshi | 695.894       |
| 5    | Jingzhou  | 950.215       | 10   | Jingmen  | 628.028       |

## Wirtschaft
Im Jahr 2015 erwirtschaftete die Provinz ein BIP in Höhe von 2,96 Billionen Yuan (474 Milliarden US-Dollar) und belegte damit den achten Platz unter den Provinzen Chinas. Das BIP pro Kopf betrug 54.882 Yuan (8.263 US-Dollar / KKP: 15.802 US-Dollar) pro Jahr (Rang 11 unter den chinesischen Provinzen). Das Wohlstandsniveau in der Provinz lag damit ungefähr auf dem Niveau von Mexiko und betrug 102 % des chinesischen Durchschnitts.
Neben vielen Bodenschätzen besitzt Hubei wichtige Industriebranchen. Traditionell waren dies die Stahl- und Eisenindustrie sowie die Metall- und Textilindustrie. In der Zukunft soll das Schwergewicht zusätzlich auf Maschinenbau, Elektronik-, Automobil- und Chemischer Industrie liegen. Schon heute gehört Hubei zu den drei wichtigsten Standorten der chinesischen Automobilindustrie.
Durch den 2006 fertig gestellten Drei-Schluchten-Damms, der in der Provinz Hubei liegt, erhofft man sich zum einen zusätzlichen wirtschaftlichen Impuls, vor allem durch die elektrische Energie, die mit Hilfe des Staudamms erzeugt wird. Zum anderen werden durch den Staudamm die flussnahen Regionen vor Überschwemmungen geschützt, die davor häufig davon betroffen waren.

## Tourismus
Die Provinzhauptstadt Wuhan ist ein zentraler Eisenbahnknotenpunkt. Die Stadt liegt an der Schnellzugstrecke Guangzhou-Peking und an der Ost-West-Verbindung von Shanghai nach Kunming und Xi’an. Die Yangzi-Flussfähren legen regelmäßig nach Nanjing und Shanghai im Osten ab und nach Chongqing im Westen.

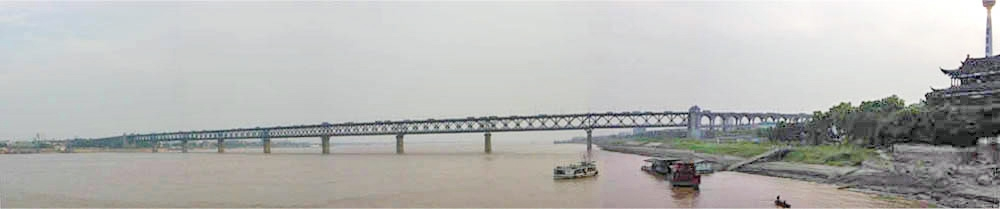
Brücke über den Jangtse in Wuhan

Die Changjiang-Brücke ist eine 1.156 Meter lange, doppelstöckige Brücke, die den Strom in 80 Metern Höhe überspannt. Sie wurde 1957 als erste Brücke über den Yangzi fertiggestellt und verbindet den nördlichen und südlichen Teil Chinas. Die Brücke machte die bei Hochwasser und Nebel häufig gefährlichen Fährverbindungen überflüssig.

## Sehenswürdigkeiten
- Shiyan

- Wudang-Berge

- Wuhan

- Der „Pagode des gelben Kranichs“
- Das Provinzmuseum von Hubei, in dem das 2.500 Jahre alte Grab des Marquis Yi mit dem Orchester aus 64 Bronzeglocken zu sehen ist
- Untergrundprojekt 131, eine Bunkeranlage
- das Kolonialviertel in Hankou
- der Dong-Hu-Park am Ost-See
- die Flusspromenade am Jangtsekiang
- der Campus der Universität Wuhan

- Xiangyang

- Stadtmauer von Xiangyang aus der Ming-Dynastie
- Lonzhong, Wohnort von Zhuge Liang
- Residenz des Xi Yu

- Yichang

- Drei-Schluchten-Staudamm
- Shennong Xi

- Zhongxiang

- Xian-Grab des Fürsten Xingxian